# Băbana
Băbana est une commune roumaine située dans le județ d'Argeș.